# حشره‌خوار گوش‌کوچک مریام
حشره‌خوار گوش‌کوچک مریام (نام علمی: Cryptotis merriami) نام یک گونه از سرده حشره‌خوار گوش‌کوچک است.